# 雲仙岳

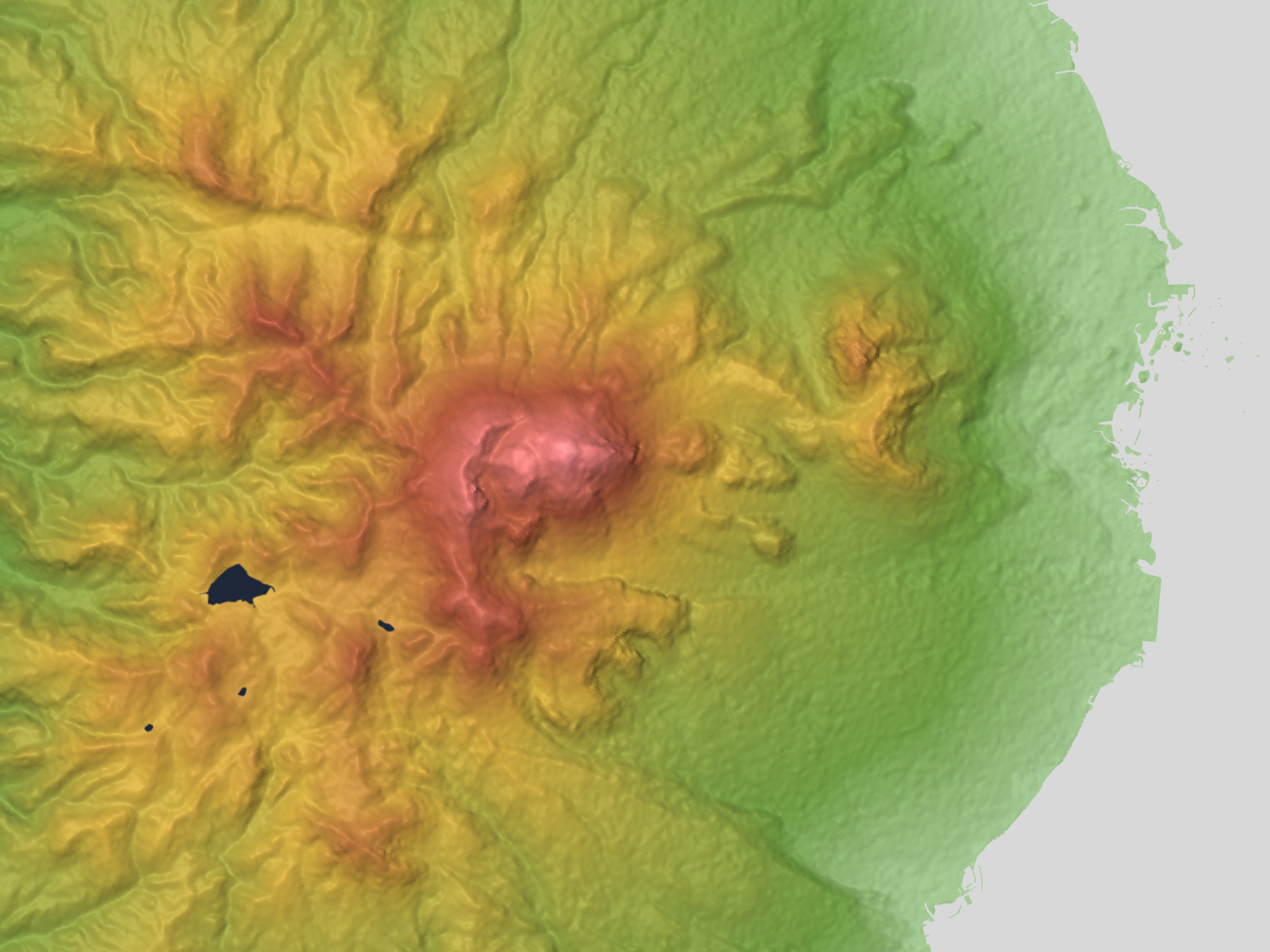
雲仙火山の地形図

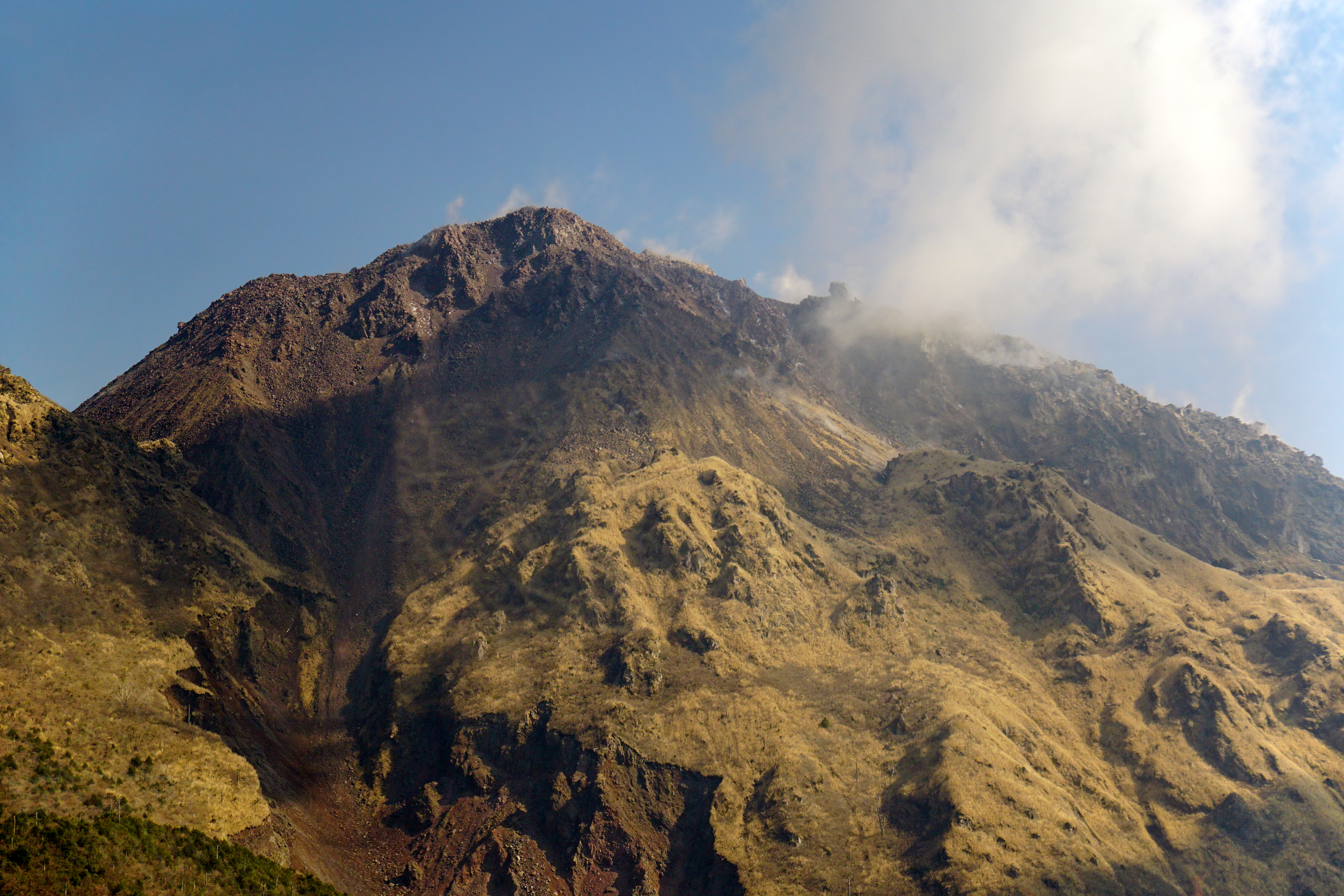
平成新山

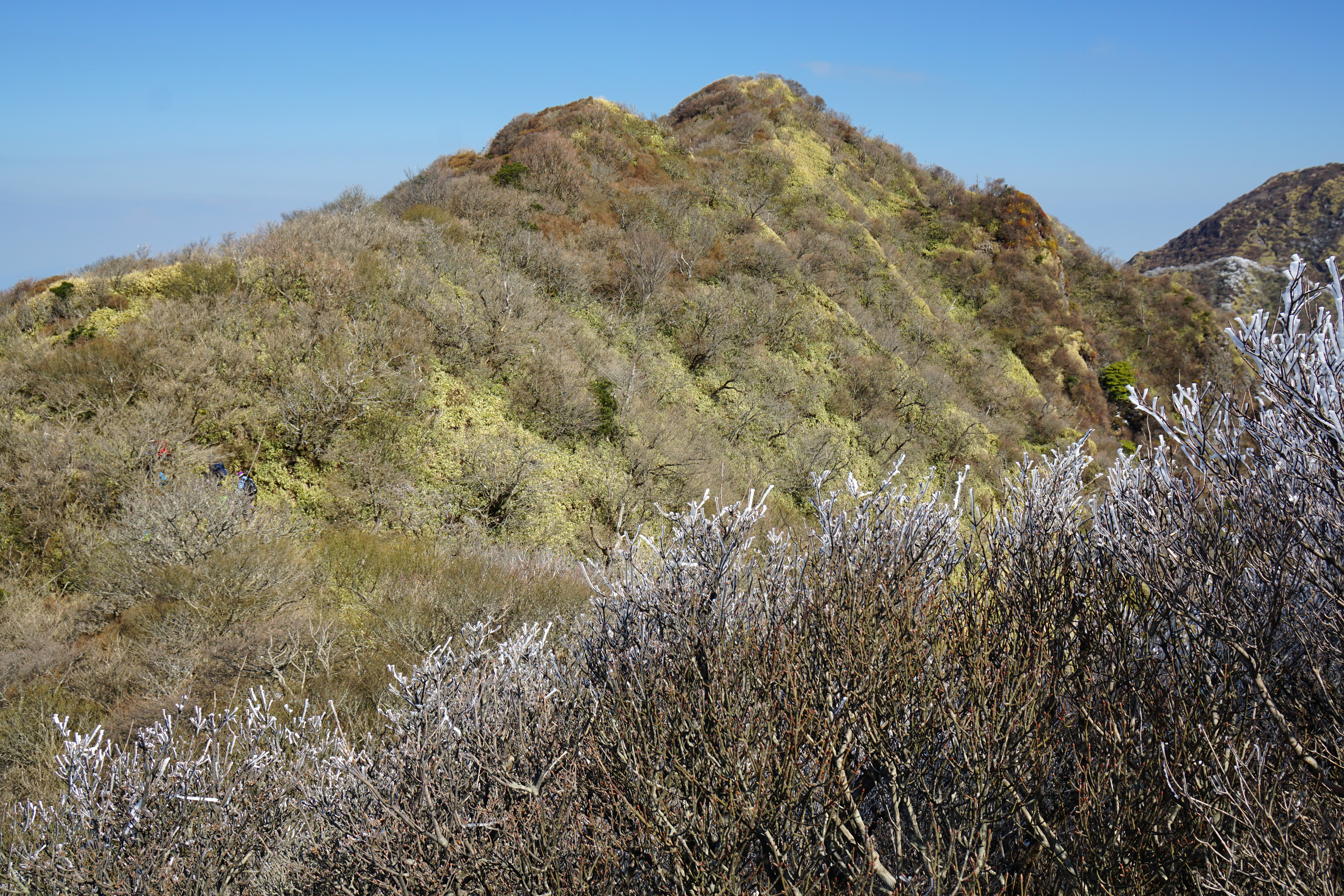
妙見岳

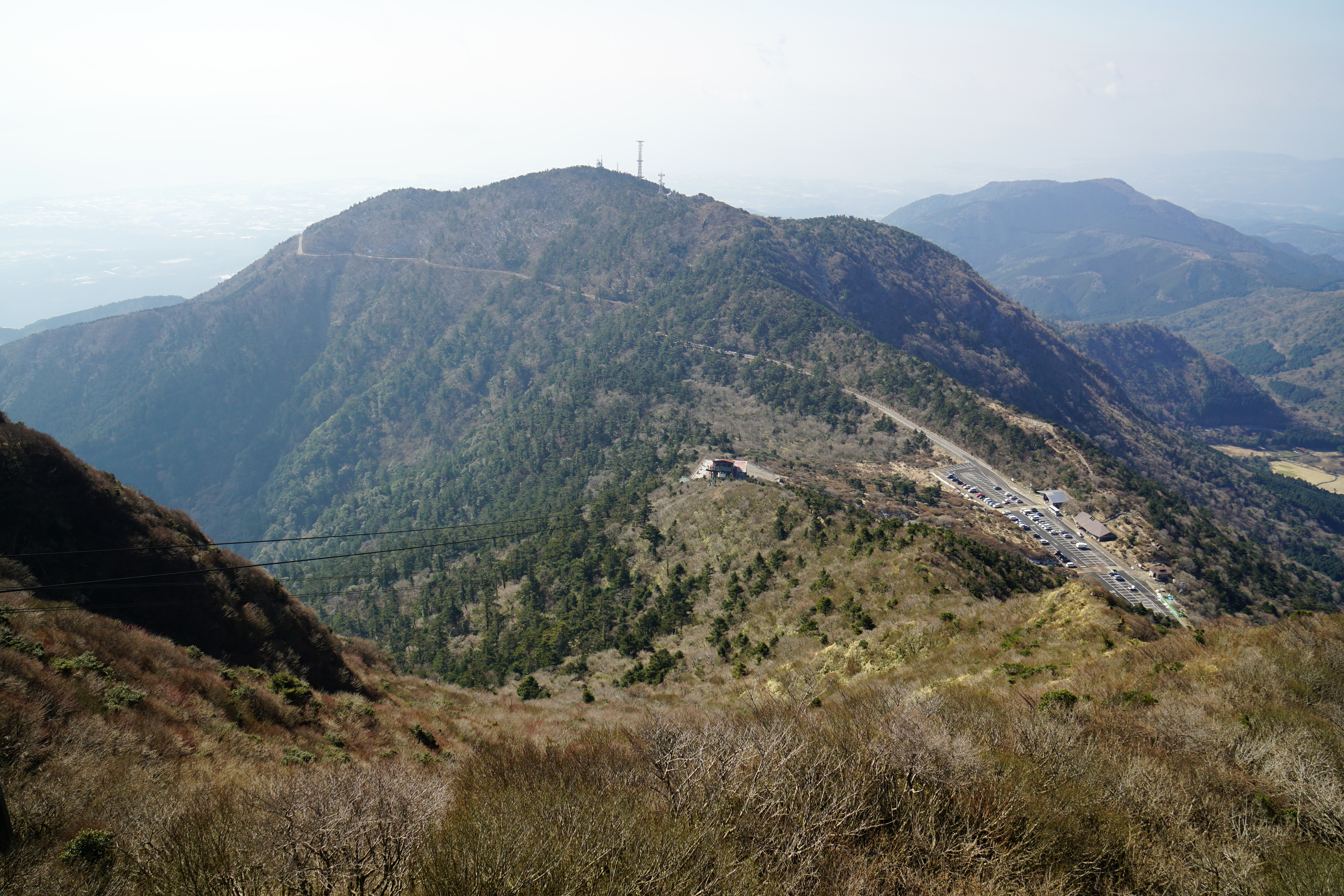
野岳と仁田峠

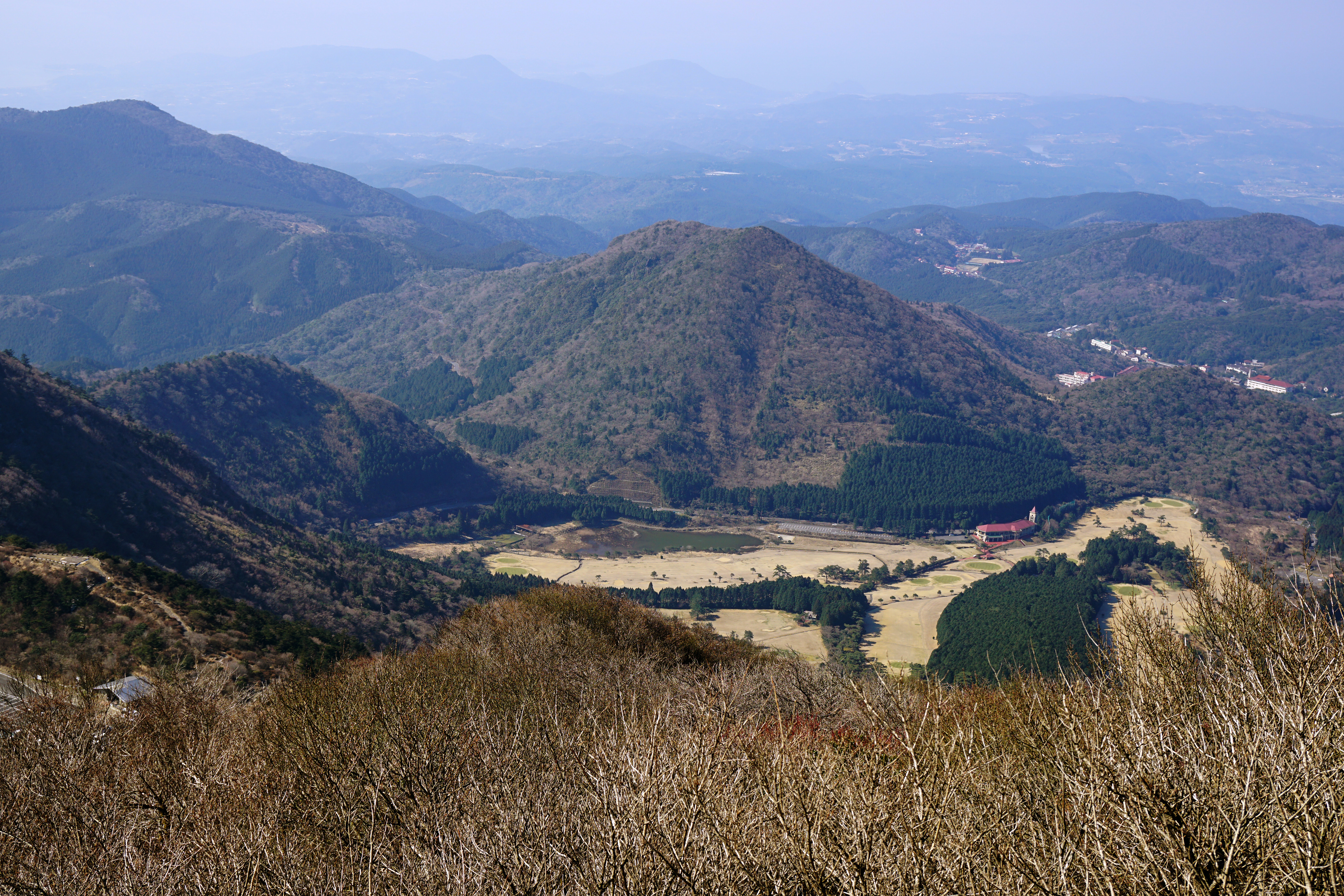
矢岳

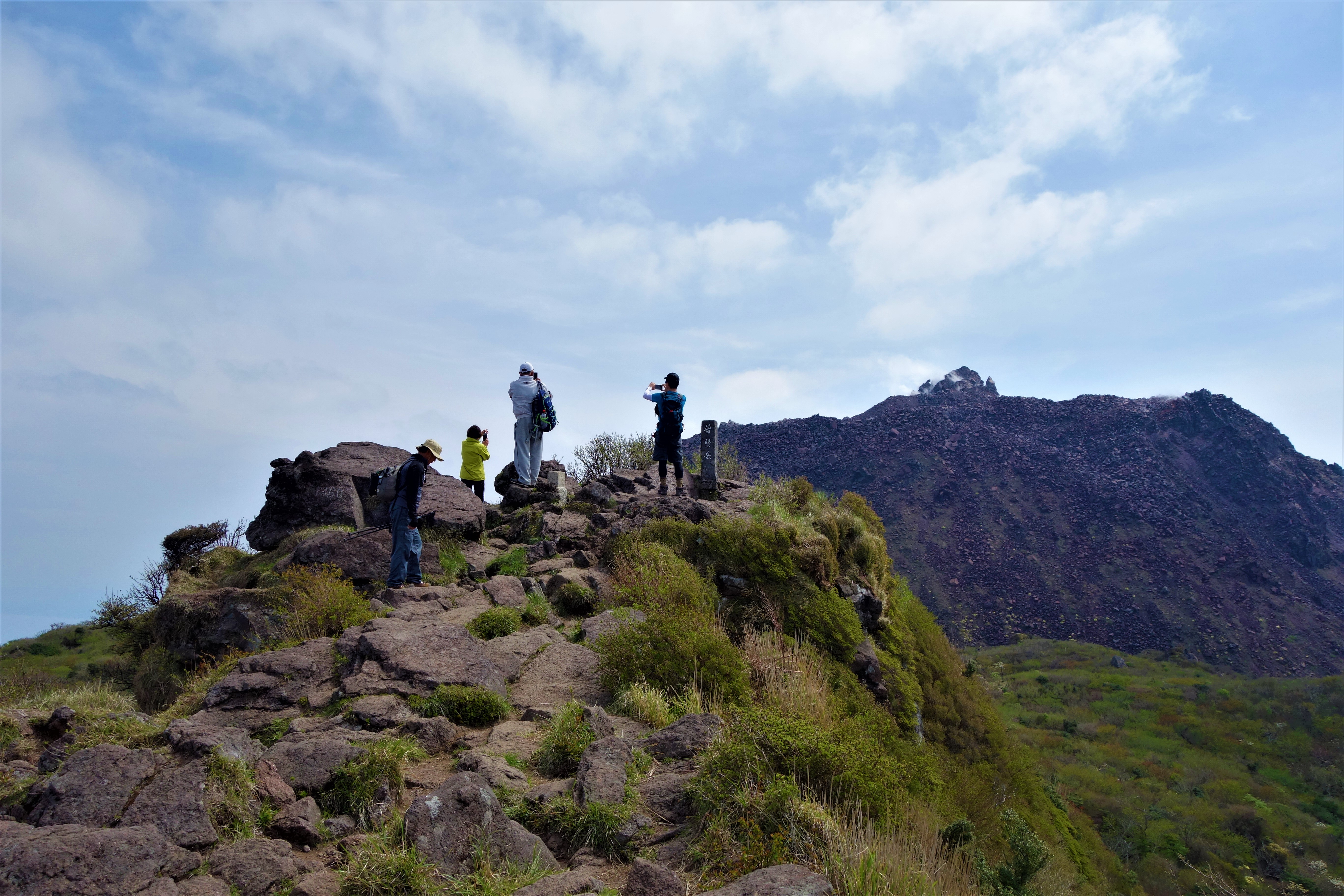
普賢岳から見た平成新山

雲仙岳（うんぜんだけ）は、長崎県の島原半島中央部にある20以上の山々からなる火山群の総称である。火山学上は「雲仙火山」といい、広義では東の眉山から西の猿葉山までの山々を含む。複雑な山容から、三岳五峰、八葉、二十四峰、三十六峰など数字を用いた様々な呼称があった。

## 概要
雲仙岳は九州中央部を東西に横断する別府 - 島原地溝帯の西部にあり、島原半島中北部の4分の3を占める火山群である。具体的には普賢岳（）を主峰とし、猿葉山（364メートル）、野岳（1,142メートル）、九千部岳（1,062メートル）、絹笠山（879メートル）、眉山などで構成され、行政区分では島原市、南島原市、雲仙市にまたがる。1934年（昭和9年）に日本で最初の国立公園として雲仙国立公園（のちの雲仙天草国立公園）が指定された。2021年現在、山頂付近は国立公園の特別保護地区に指定されておりたき火などが禁止されている。天気のいい日には見通しのいい場所から、西彼杵半島東岸および長崎半島東岸、佐賀県南部、福岡県筑後地方、熊本県西部などを眺めることができる。標高が高いことから通信の要衝でもある。雲仙野岳には、長崎県防災行政無線や警察庁などの中継所が設置されている。普賢岳の山頂付近には、太平洋戦争中に陸軍のレーダー基地が建設され、100名ほどが駐留していた。
中央部には雲仙地溝が横断しており、その一部である橘湾はほぼ円形のカルデラの千々石カルデラで、地下数十キロメートルにはマグマだまりが存在する。現代でも火山活動が続いており、火山噴火予知連絡会によって火山防災のために監視・観測体制の充実等の必要がある火山に選定されている。1990年（平成2年）11月17日に198年ぶりに噴火活動を開始し、1991年（平成3年）5月から1996年（平成8年）5月に9432回の火砕流が観測された。特に1991年6月に発生した大規模火砕流では43人、1993年（平成5年）6月の火砕流でも1人が死亡し、慰霊活動が行われている。被災家屋は251棟、経済被害は約2300億円に達した。
一連の噴火活動を通じて普賢岳山頂部に溶岩ドームが成長し、主峰を超える高さとなり、1996年（平成8年）に平成新山と名付けられた。平成新山は長崎県の最高峰）であり、1996年当時の標高は1,486メートルであったが、その後の崩落等により1,483メートルになっている。平成新山は2004年（平成16年）4月5日に国指定の天然記念物に指定された。
古くは中腹に温泉が湧く山として温泉山（おんせんざん）と呼ばれていたが、そこから温泉山（うんぜんざん）に変化したとされる。仏教寺院である大乗院満明寺は行基が大宝元年（701年）に開いたと伝えられているが、満明寺の号は「温泉（）山」である。雲仙では霊山として山岳信仰（修験道）が栄えた。また、行基は同時に四面宮（温泉神社）を開いたといわれている。なお『肥前国風土記』では「高来峰（たかくのみね）」と呼ばれている。
雲仙温泉としては、江戸時代初期の1653年（承応2年）に加藤善右衛門が開湯した延暦湯が始まりといわれている。水蒸気が噴出して硫化水素の臭いがたちこめる光景が「地獄」と形容される。キリシタン弾圧の舞台にもなった。

## 火山活動史

### 有史以前
活動史は、前期、後期の二つに大別出来る。活動は約50万年前に始まったとされる。前期には、火砕流やマグマ水蒸気爆発を中心とする、爆発的な噴火を行っていたと考えられる。最初に高岳、絹笠岳、矢岳などが形成されて九干部岳火丘群となった。やがて噴火活動は北側に移動し、九干部岳や吾妻岳が形成された。その後、噴火活動は、溶岩ドームや厚い溶岩流を中心とする活動に移行した。10万年前より、野岳、妙見岳、普賢岳の順で火山活動が推移し、地形が形成されていった。

### 有史以後
- 1663年から1664年の噴火
1663年12月より普賢岳の北北東の900メートルに位置する飯洞岩（）から溶岩が流出し[12]、全長1キロメートルにわたって森林を覆った。翌年春には普賢岳南東山腹600メートルの低地、九十九（）島火口より出水があり[12]、安徳川原へ流れ込み氾濫が起きる[12]。死者30余名[12]。
- 1792年の噴火
1791年（寛政3年）11月から地震があった。1792年（寛政4年）2月10日、普賢岳山頂の地獄跡火口より噴火が始まった[12]。2月28日、穴迫谷（）の琵琶の首から噴煙、土砂が噴出した[12]。3月1日より溶岩の流出が始まり2カ月近く継続した[12]。3月22日には峰の窪からも噴煙が上がり、溶岩も流出した[12]。3月25日には古焼頭からも噴煙が上がった。普賢岳の北東部に溶岩が流れ出し、全長は2.7キロメートルとなった[12]。また、1792年5月21日（寛政4年4月1日）に雲仙岳眉山で発生した山体崩壊とこれによる津波災害は、島原大変肥後迷惑と呼ばれる、肥前国と肥後国合わせて死者・行方不明者1万5000人という、有史以来日本最大の火山災害となった[12]。その後も噴火は継続し、6・7月になっても噴煙を時折吹き上げた[12]。

## 平成新山の噴火と災害

### 噴火活動
現在の平成新山を形成した噴火活動は当初、1989年（平成元年）11月からの橘湾群発地震 に始まったとされていたが、その後の観測データの再検討により、実際は1968年頃より雲仙火山は活動期に入っていたことが判っている。最初の群発地震は1968年（昭和43年）頃より始まり1975年（昭和50年）まで継続し、1973年（昭和48年）には眉山付近でも震度3を最高に有感地震が11回発生している。この活動の最終段階で普賢岳東側の板底（おしが谷）で大量の火山性ガスが噴出し、30本ほどの杉が被害を受けた。1975年（昭和50年）には周囲に鳥獣の死骸が散見され、岩の割れ目からは高濃度の二酸化炭素が検出。この一帯は1792年の噴火のときにも火山性ガスが噴出しており、この岩場は「毒石」と呼ばれていた。1975年（昭和50年）以降も低調ながら地震は散発的に発生しており、1979年6-9月には眉山東麓を震央とする最大震度5相当の強い揺れを筆頭に89回の有感度地震が発生している。島原温泉では溶存炭酸ガス濃度が1975年（昭和50年）より急上昇し、30%も増えた場所もあった。1984年（昭和59年）4月より橘湾で群発地震が相次ぐようになり、葉山南側付近を震央とするM5.7、震度5の地震が8月に起きている。この地震を契機に島原半島の隆起が観測され始めており、橘湾からのマグマ供給が始まったとされる。
1990年（平成2年）11月16日に山頂付近にある神社脇の2か所より噴煙が立ち上り噴火。この噴火は2つの噴火孔より熱水の吹き上げと雲煙を認めるのみであった。同年12月には小康状態になって道路の通行止めなども解除になり、そのまま終息するかと思われたが、1991年（平成3年）2月12日に再噴火。さらに4月3日、4月9日と噴火を拡大していった。5月15日には降り積もった火山灰などによる最初の土石流が発生、さらに噴火口西側に多数の東西方向に延びる亀裂が入り、マグマの上昇が予想された。5月20日には地獄跡火口から溶岩の噴出が確認。溶岩は粘性が高かったために流出せず火口周辺に溶岩ドームが形成された。溶岩ドームは桃状に成長しやがて自重によって4つに崩壊。その後も溶岩ドーム下の噴火穴からは絶え間なく溶岩が供給されたため、山頂から溶岩が垂れ下がる状態になり、形成された順番に第1-第13ローブと命名された。溶岩ドームの崩壊は、新しく供給されるマグマに押し出されたドームが斜面に崩落することにより発生し、破片が火山ガスとともに山体を時速100キロメートルものスピードで流れ下る火砕流（メラピ型火砕流）と呼ばれる現象を引き起こした。噴火活動は途中一時的な休止を挟みつつ1995年（平成7年）3月頃まで継続した。火砕流が世界で初めて鮮明な映像として継続的に記録された噴火活動である（過去には、プレー山などの火砕流が写真としては多く記録されており、小規模なものの映像も撮影されている）。

### 1991年6月3日の火砕流

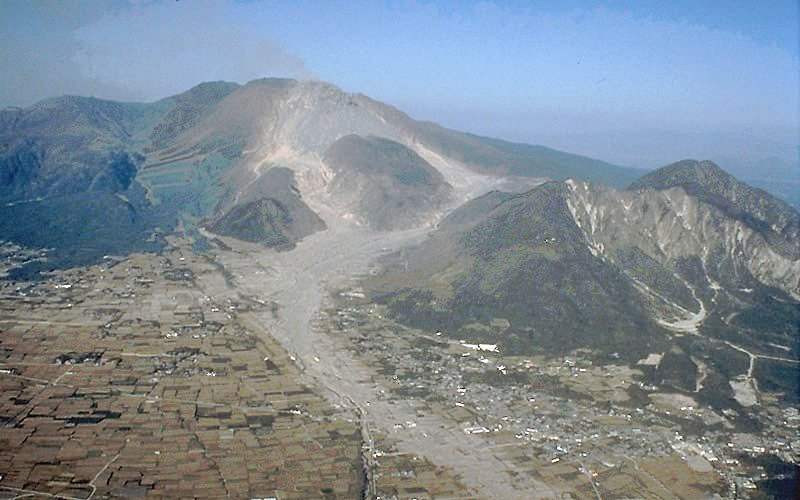
雲仙岳と東側山麓のラハール跡
右の山肌が露出した山は眉山

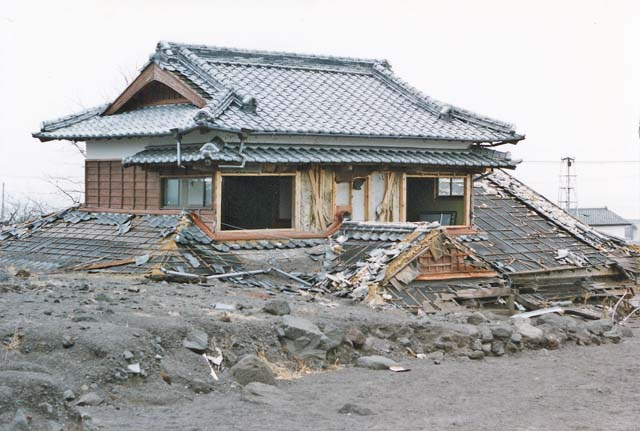
土石流に埋もれた深江町の民家（1991年）

特に大規模な人的被害をもたらしたのは1991年（平成3年）6月3日16時8分に発生した火砕流である。

#### 直前の状況（6月2日まで）
雲仙岳裾野を水源とする水無川の土石流は5月15日に最初に発生して以来、19日、20日、21日と立て続けに発生した。島原市はその都度、水無川流域の町に対して土石流の避難勧告を行った結果、住人の避難はスムーズに行われ、人的被害は発生しなかった。
5月20日午後、地獄跡火口に新しい溶岩ドームが出現して成長し、その直径は約40メートルに達した。そして24日に溶岩ドームの一部が溶岩塊として崩落して以降、火砕流が頻発するようになった。5月26日の水無川の火砕流は約2.5キロメートル流下し、民家まであと500メートルにまで迫り、上木場地区奥の治山ダム作業員が火傷を負ったため、同日、災害対策基本法に基づく最初の避難勧告が上木場地区になされた。さらに5月29日の火砕流は民家まであと200メートルにまで迫り、流下域の山林で山火事を発生させた。
マスメディアを中心とする報道記者やカメラマンはこの火砕流の様子を捉えるため、避難勧告地域内ではあるが、溶岩ドームから4.0キロメートルの距離があり、さらに土石流が頻発していた水無川からも200メートル離れていた上、40メートルの高台となっていた北上木場町の県道を撮影ポイントとするようになった。この場所は普賢岳を真正面に捉えることが出来たこともあってメディアに好まれ、いつしか「定点」という呼び名が定着した。こうして最初の火砕流が発生した24日以降、「定点」には10数台もの報道関係者の車両が並ぶ状況となった。1991年当時、報道各社は紙面にカラー写真を多用し始めており、普賢岳災害においても各社はカラー写真で競い合っていた。5月28日に『毎日新聞』が火砕流の夜間撮影に成功すると、競争は更に激しくなった。住民の中には、ジャーナリストらが何か独自の情報を得て、そのあたりならば大丈夫と判断したのかと思う者もいたという。
また火砕流が初めて鮮明な映像として記録されたことは世界中から大きな注目を集め、多くの火山学者や行政関係者も避難勧告地域に立ち入って取材・撮影を行っていた。5月28日、建設省(当時)土木研究所の職員が溶岩ドームから500メートル下の火砕流跡に入域して撮影した写真を公表。6月2日午後には別の学者グループが火砕流跡の先端部に入って約1時間現場を調査し、その模様を撮影して公開した。
さらに多くの見物客が噴煙を見ようと雲仙岳周辺に押しかけるようになった。特に6月2日は日曜日だったこともあり、県外からもやって来た多くの見物客が水無川の周辺に集まって火砕流を双眼鏡で覗いたりビデオカメラで撮影したりする姿が見られ、国道57号では交通渋滞が発生するほどだった。
その一方で5月26日、『朝日新聞』記者が「定点」とは別の避難勧告地域内で噴煙に巻き込まれそうになり、一時行方不明になる騒ぎが発生、安全対策が問題になった。ヘリコプターから溶岩ドームの空撮を続けていた写真部員による「水無川の砂防堰堤から下は扇状地となっており、大規模な火砕流が発生すれば『定点』を襲う可能性が強い」との指摘もあり、『朝日新聞』は筒野バス停から上の範囲での張り込みを断念。代替として28日から避難勧告地域外の深江町にポイントを設け、ここからの24時間撮影に切り替えることで、「定点」付近の取材は巡回程度に留めた。
NHKは、5月下旬から避難勧告地域内からの撮影を中止し、上木場地区には無人カメラを置く手配をしていたものの、無人カメラの準備ができるまでの措置として、6月1日、いったん後ろへ下げた撮影スタッフを上木場地区まで前進させた。この一連の動きの要因としては、5月30日、31日に民放テレビ局各社が真っ赤な溶岩をアップで撮影して以来、ニュース番組の担当者が前線の撮影スタッフに映像の迫力のなさについて注文をつけるようになったことが挙げられる。やがて撮影スタッフの間には避難勧告地域にどんどん入って取材を行う民放への対抗意識が芽生え、避難勧告地域が縮小されたのを契機として、再び取材ポジションを避難勧告が解除されなかった上木場地区に置いた。
上木場地区を担当する消防団は土石流の避難勧告が出された5月15日以来、南上木場町の消防団詰所、もしくは北上木場町の農業研修所に泊まり込みつつ、土石流への警戒、住人の避難誘導に当たっていた。5月29日、火砕流が頻発したため南上木場町の消防詰所から水無川下流の白谷公民館に退避したものの、6月2日、再び北上木場町の農業研修所に戻った。これには以下の理由が挙げられる。
- 梅雨前線の活動が一時的に弱まったことで土石流発生が小康状態となり、さらに「火砕流の出てきた地域は傾斜の急な地域で、緩やかな下方までには至らない」と判断され、6月1日、駐在していた白谷町の他、天神元町、札の元町の避難勧告が解除された。そのため避難勧告が解除されなかった上木場地区より下流側にあるこれらの町に留まる事は消防団の立場的に許されなかった。
- 5月29日、梅雨入りに備えて、それまで一旦中止されていた水無川の土砂除去作業が再開されたが、土石流発生を知らせるワイヤーセンサーが相次ぐ火砕流で5月26日に切断され復旧の目途が立たないため、目視による水無川上流部の監視は必要不可欠になっていた。それには南上木場町の消防詰所より高台にある北上木場町の農業研修所が有利だった[注釈 3]。
- 6月2日、数社のテレビ局クルーが、避難して留守になっている民家に無断で侵入したり、電話やコンセントを借用したり、周囲にゴミを散らかしたりするといった事例が島原警察署長の記者会見により発覚したため[25]、「定点」により近い農業研修所が報道陣の行動を監視するには便利だった。また5月26日以降も住人が自宅から家財道具を持ち出したり、さらに家事や農作業を行ったりするため上木場地区にしばしば立ち入っており、いざという時は彼らの避難誘導を行う必要があると考えられていた。

6月2日は日曜日であったことから、上木場地区消防団の20人全員が農業研修所で寝泊まりしたが、翌3日は会社勤めの者が一旦引き揚げたため、農業従事者らが引き続き農業研修所に残り、警戒を行っていた。

#### 大火砕流の発生
6月3日15時30分以降、小・中規模の火砕流が頻発し、15時57分には最初の大規模な火砕流が発生した。この火砕流と（火砕流から発生する）火砕サージは報道陣が取材に当たっていた「定点」には至らなかったものの、朝から降り続いた降雨に加えて火砕流から発生した火山灰が周囲を覆ったため、「定点」付近の視界は著しく悪化した。
6月3日16時8分、せり上がってきた溶岩で膨れ上がっていた溶岩ドーム底部がついに地すべり的に崩壊を起こし、それまでで最大規模の火砕流が発生した。火砕流は高温爆風（火砕サージ）を伴いながら、谷の出口から真東に進み、火口から約4.3キロメートルの島原市北上木場にまで達した。火砕流は赤松谷川方面にも流れたが、南からの突風で火砕サージは「定点」方面に流れたため、この方面の住民と消防隊員、さらに撮影スタッフもカメラを据え置いて即座に風上に逃げたこともあり難を逃れた。
一方、火砕流の襲撃を受けた「定点」の報道関係者は不測の事態に備えて即座に逃げられるよう、チャーターしたタクシーや社用車を南に向けてエンジンをかけたまま道路に止めていたものの視界が悪く、逃げ道となるべき風上からも、前述の赤松谷川方面から流れてきた火砕サージの襲撃を受けたため、ほとんど退避できなかった。また、差し当たっては逃げられたように思われるタクシー運転手からは、数百キロを越す火砕流に追われているのであろうか自分はもう無理だろうと言いつつ、下の方にいた同僚に逃げるよう伝える無線連絡がなされている。「定点」から数百メートル離れた農業研修所の消防団員は火砕流の轟音を土石流が発生したものと判断し、水無川を確認するため研修所から出たところを火砕サージに襲われ、多くの団員はそのまま自力で避難勧告地域外へ脱出したものの、重度の熱傷と気道損傷を負った。
結果、戦後初の大規模な火山災害となる、40名の死者・3名の行方不明者（実質、生存は絶望である）と9名の負傷者、焼失建物179棟（うち住家49棟）の惨事となった。死者・行方不明者の内訳は以下のとおりである。
- 報道関係者16名（アルバイト学生を含む。内訳は『毎日新聞』3人、テレビ長崎3人、日本テレビ2人、NHK2人、九州朝日放送2人、テレビ朝日1人、『日本経済新聞』1人、『読売新聞』1人、フリー1人[26]）
- 火山学者ら3名（クラフト夫妻と案内役であったアメリカ地質調査所のハリー・グリッケン）
- 避難誘導にあたっていた警察官2名、警戒にあたっていた消防団員12名
- タクシー運転手4名[注釈 5]、市議会選挙ポスター掲示板を撤去作業中だった作業員2名、農作業中の住民4名

死亡した『読売新聞』のカメラマンは、愛機のニコンF4を抱えるようにして死亡しており、カメラは熱により変色していたものの火砕流の写真が7コマ記録されていた。なお、これら多数の死傷者が出た「定点」付近は全て避難勧告地域内に収まっていた。
2005年（平成17年）6月、火砕流で死亡した日本テレビのカメラマンが使用していた業務用ビデオカメラが発見された。カメラは火砕流による高熱で溶解し激しく破損していたが、内部のビデオテープを取り出し、慎重に剥がして修復することに成功した。ビデオには、最初の火砕流の様子を伝える記者たちの様子や、2番目の大火砕流の接近に気付かないまま「定点」が襲来される直前まで取材を続ける記者の姿、避難を広報するパトカーの姿や音声などが記録されていた。映像は、カメラマンが火砕流と思われる音に気付いて「何の音？やばいな」と口にし、普賢岳方向へカメラを向けたところで終わっている。この映像は、同年10月16日に『NNNドキュメント'05 解かれた封印 雲仙大火砕流378秒の遺言』として放送され、現在では溶けたカメラとともに雲仙岳災害記念館（島原市）に展示されている。
この日、山麓には火山噴出物が混じって黒く濁った雨が降った。

#### 被害の背景
このように火砕流による多数の犠牲者が発生したのは、その危険性について当時、充分な認識が広まっていなかったことが背景にある。詳細は以下の通り。

##### 報道関係者
5月24日に発生した最初の火砕流は衝撃的だったものの、当時の報道関係者の認識は「かなりの高温ではあるが、熱風（火砕サージ）を伴うものとは知らず、車で逃げ切れるだろうと思っていた」「熱いと知っていたが焼け焦げるまでとは知らなかった」という程度であった。
これは翌25日の気象庁臨時火山情報にて火山学者や専門家が議論の末、「24日の崩落は小規模な火砕流」と発表したものの、住民の混乱を恐れたため火砕流の危険性について具体的な言及が一切なく、報道関係者には本来の「地質学的に小規模」の意味が「人的被害を出さない程度の規模」と受け取られたことによる。5月26日には水無川上流の砂防ダム工事関係者が火砕流により腕に火傷を負ったが、「火傷程度で済むならば長袖のシャツを着ておれば大丈夫」という噂が流れるなど、危険性について情報が広まらなかった。さらに5月25日から6月2日までの火砕流の発生回数は小規模なものを含めて165回に達したが、その中で比較的規模の大きな火砕流であっても全て水無川上流の砂防ダム付近でせき止められていた。こうしたことから報道関係者に火砕流への馴れが生じた。
さらに梅雨入りしたことで報道関係者の関心は火砕流から土石流に向けられ始めていた。報道関係者の中には火砕流と土石流を混同している者も多く、さらに彼らの大半が「火砕流は土石流同様に水無川に沿って来るため、避難勧告地域内ではあるが水無川から200メートル離れた上、40メートルの標高差がある定点が襲われることはない」と認識していた。こうした「定点」への過度の安心感も手伝って、この一帯への取材が過熱することになった。
一方、5月29日の火砕流で山火事が発生したことで、火砕流が高温化していることに気付いた九州大学地震火山観測所の所長は、続く5月31日に火口視察のためヘリコプターに搭乗したところ、火砕流跡先端から200メートル離れた付近に報道関係者と住人がいるのを上空から発見、直ちに島原市災害対策本部、島原警察署、長崎県庁の島原振興局に対して「マスコミなどが入っている。誰も入らせてはならない」と伝えた。それを受けた市災害対策本部は報道関係者に「傾斜計の数値が普段と違うので、筒野バス停から上には絶対に入らないようにしてほしい」と要請した。この「データに異常がある」と切迫した表現で伝えられたことにより「山に何か異変が？」と直感した報道関係者らは地震火山観測所の所長に取材したところ「おかしな数字が出た訳ではないが、（避難勧告地域に）マスコミが入ると住人も入ってしまうので控えてほしい」との回答を得た。しかし「異常」ではなく「変化」と言い直したことで報道関係者には危機感が伝わらなかった。
同じく5月31日には、火山噴火予知連絡会が気象庁にて「今後も噴火活動が続き、溶岩の噴出、火砕流、土石流の発生が続くと思われるので厳重な警戒が必要」「これ以上大きな規模の火砕流が起きないとの保証はない」との統一見解を発表した。しかし、この警告も火砕流の危険性について具体的な言及は無かったため、25日付の気象庁臨時火山情報の認識に引きずられていた報道関係者には深刻なものと受け取られなかった。火山学者は火砕流の危険性が高まりつつあったことを認識していたが、この時点においてもなお、住人のパニックを恐れる心理が働いたことが、こうした警告としてはやや弱い表現になった要因であった。
長崎県警は避難勧告地域の境界線に警官を多数配置し、市や県警は報道関係者に退去も求めていたが、報道関係者を示す旗が立っている車両については入域規制を行わなかった。5月31日からは長崎県が報道関係者に対して「緊急輸送車両標章」の発行を始めており、これ以降はこの標章を付けた報道関係者の車両が自由に避難勧告地域に入ることができた。

##### 地域住人
島原市は5月26日に火砕流に対する避難勧告を出したものの、「（避難の長期化に備えて）自宅へものを取りに帰る時、警察官の規制が厳しい」という住人の要望に応える形で、同日から「地区名ステッカー」を交付しており、このステッカーをつけた自家用車は優先的に避難勧告地域に入ることができた。そのため昼間には避難勧告地域内の自宅で洗濯や畑仕事をする住人の姿が多く見られた。特に上木場地区は葉タバコ耕作で生計を立てていた農家が多かったが、5月15日から始まった土石流による避難勧告以来、長期間の避難生活を強いられたため葉タバコの成長を促す花摘み作業が滞っており、彼らの多くがこれを気にかけていた。そのため6月4日には、避難勧告の対象外であった安中町の葉タバコ耕作農家と協同して、上木場地区の住人総出で避難勧告地域に立ち入り、例年より遅れた花摘み作業を行う予定であった。
このように5月26日以後も住人の多くが生活のために避難勧告地域に立ち入っていた状況を受けて、当初はパニックを恐れて火砕流の危険性について語らなかった火山学者らは、徐々に島原市やマスコミを通じて避難勧告地域に立ち入らないよう住人に警告を発するようになった。だが5月以降、大きな被害を出していた土石流に比べると火砕流の危険性については具体的なイメージが伝わっておらず、ほとんどの住人は警告を真剣に受け止めていなかった。火砕流を単なる土煙だと誤解した住人も少なくなかった。
1992年（平成4年）に実施された「平成3年雲仙岳噴火における災害情報の伝達と住民の対応」によると、地域住人の75%が6月2日以前は火砕流より土石流が危険と認識しており、火砕流の方が危険であると認識していたのは15%に過ぎなかった。さらに上木場地区において火砕流を「とても危険」と認識していた住人はわずか5%しかいなかった。この調査結果から分かるように、火山学者の警告は最も危険性が大きい地区の住人にすら理解されていなかったのである。
一方、6月3日は朝から降り続いた雨により土石流発生が警戒されたことに加え、2日に行われた島原市議会選挙の当選者を祝う会が白谷町で催されていたため、大火砕流発生時にはほとんどの住人が避難勧告地域から引き揚げており、結果的に住人の犠牲者が減ったのは不幸中の幸いだった。
この火砕流以降、島原市など地元自治体は強制力を伴う警戒区域を設定し、更に対象地域を順次拡大していった結果、最大11,000人が避難生活を余儀なくされたが、以降の犠牲者は1名に抑えられている。被災地域では1990年代半ばから堤防や地面のかさ上げ工事が開始され、一部地域を除いて住民が再び住める環境が整えられた。
だが噴火活動が1995年頃まで続いたため、これらの復興事業の完了は2000年となった。被災地域は前述した上木場地区同様、農業従事者が多い地域であったが、彼らの多くがその間は農業を再開できず、更に被災農地の一部が砂防用地として買収されたため作付面積も減少した。様々な支援策が行われたものの、後継者に悩んでいた多くの農業従事者が被災を契機として離農し、被災農家667戸のうち293戸が2000年までに離農した。そのうち葉タバコ耕作農家は被災前（1990年）は上木場・安中地区を中心に149戸を数えたが、農業再開時点（2000年10月）では26戸まで減少した。

##### 防災関係者
前述のとおり報道関係者や地域住人の避難勧告地域内への立ち入りに対して明確な規制が行われないまま、5月29日には火砕流により一旦中止されていた水無川の土砂除去作業が再開された。
これは相次ぐ火砕流によって水無川上流に火山灰や土砂が堆積しつつあったこと、さらに梅雨が迫っていたことから、島原市の防災関係者は火砕流による直接災害よりも土石流を強く警戒していたことによる。加えて6月2日には一部のテレビ局関係者が避難して無人となった人家に不法侵入しコンセントを借用したことが発覚したため、上木場地区消防団は南上木場地区の消防詰所ではなく、水無川を見下ろす高台にあり、かつ「定点」に近く報道機関の行動を把握しやすい北上木場地区の農業研修所にて土石流発生を監視していた。6月2日までは5月29日を上回る規模の火砕流が発生しなかったため、「火砕流はこの（5月29日に到達した溶岩ドームから東方約3.0キロメートル）辺りで止まるだろう」とする見方が拡がり、溶岩ドームから東方約4.5キロメートルに位置する農業研修所が火砕流に伴う火砕サージに襲われる懸念を抱いた消防団員はほとんどいなかった。
しかし地元の防災対策協議会では、消防団は南上木場地区の消防詰所で土石流監視を行っているものと認識されており、既に農業研修所に移動していたことは知られていなかった。そのため大火砕流が発生する1時間前、防災対策協議会は天候が悪く西風で視界が悪化したことから注意するよう消防団に伝えようとしたが連絡が取れなかった。
大火砕流の直前には、気象庁雲仙岳測候所が「非常に危険な状態になった。（避難勧告地域から報道陣や消防団を）避難させてほしい」と長崎県島原振興局に電話通報しており、情報を受けた長崎県警は上木場地区にいた警察官13名に避難指示を出すと同時に、誰かいれば避難誘導も行うよう連絡した。その結果、ほとんどの警察官は上木場地区から避難したものの、パトカーで巡回していた警察官2名は報道陣らの避難誘導を行うために「定点」に向かった。この時、北上木場地区には土石流で流され水無川の橋などに詰まってしまった市議会議員選挙のポスター掲示板について、島原市から二次災害防止のため撤去を委託された作業員2名もいた。
一方、雲仙岳測候所の情報は、島原市と島原広域消防団本部を経て農業研修所の上木場地区消防団にも電話（口頭）で伝えられたが、その時点で情報は「山の様子がおかしい。注意するように」という内容に変質しており、北上木場地区が危機的な状況であり緊急避難を要することが伝わらなかった。火砕流の危険を知らせた雲仙岳測候所と土石流への警戒を強めていた島原市、消防関係者との間には危険度に関する認識のズレがあったことも情報が歪んだ要因であった。
テレビ局関係者によるコンセントの無断借用がなかった場合、消防団員が農業研修所に立ち入らなかったかどうかは不明である。しかし住人の中には「マスコミのせいで消防団員が犠牲になった」とする声が多々あり、その感情が長期間残ることになった。

#### 大火砕流後の動き
こうして6月3日に発生した火砕流は「定点」で撮影を行っていた報道陣のみならず、消防団員、選挙ポスター掲示板を撤去作業中の作業員、さらに前述した島原振興局の通報を受けて「定点」からの避難を呼び掛けに来た警察官をも呑み込んだ。
6月4日、長崎県警は島原市に対して、「避難勧告では住民や報道陣に協力をお願いするだけ」として、災害対策基本法63条に基づく警戒区域を設定するよう要請したが、島原市は「市街地を警戒区域に設定してしまうと住人が全く立ち入れなくなり、ゴーストタウンと化す」ため、当面の間は「溶岩監視カメラの情報を遂次チェックすることで2次災害は防げる」として、避難勧告を維持する方針を表明した。
6月6日、陸上自衛隊のV-107が各社報道関係者を取材搭乗させたが、火山灰によるエンジントラブルのために、タバコ畑に緊急着陸（不時着）する結果となった。この時は「上空からハンディ無線で記者を安全な方向に誘導して、各社報道陣は駆け足で水無川河川敷の安全地帯まで逃げ、全員火砕流には遭遇せず全員無事であった」（朝日新聞社のベテラン常原機長の証言による）。
6月7日、島原市は長崎県と長崎県警による度重なる説得を了承し、既に火砕流の避難勧告が出されていた北上木場町、南上木場町、白谷町、天神元町、札の元町に対して警戒区域を設定、以後は無許可の立ち入りが禁止された。これら5町の住人の避難所の準備は警戒区域が設定された直後から急ピッチで行われ、8日夕方までには全住人の避難が完了した。
災害対策基本法に基づく警戒区域が設定されて間もない6月8日19時51分、溶岩ドームが再崩壊して大火砕流となり約5.5キロメートル離れた国道57号の近傍まで達した。直前に住人避難は完了しており死者が出ることはなかったが、207棟（うち住家72棟）を焼失した。9月10日には千本木町も警戒区域に追加された。
だが警戒区域が設定された地域は外部から様子を窺い知ることが出来なくなったため、これ以降、住民の間では「窃盗団が警戒区域に侵入して狼藉している」等、多くの流言飛語が飛び交うようになった。避難生活を送る住人にとって最大の関心事は「火山活動の見通し」と「警戒区域の解除時期」であり、その情報源としてはテレビと新聞が頼りであった。そのため、それまで興味本位的な報道が多かったことに加え、避難勧告地域内での取材マナーの悪さから評判が悪かった報道関係者に住人は次第に期待するようになった。報道関係者も6月3日に多大な人的被害を出したことにより、これまでの取材活動への自省が生まれ、以後は災害実態を正確に報道するよう徹したこともあって、住人の評判は徐々に好転していった。
その後、ルポライターらが許可なく警戒区域内に侵入し週刊誌で現地リポートを発表した結果、書類送検される事例があったが（後に不起訴）、容易に窺い知れない警戒区域内の様子が分かったことで、ルポライターに感謝する住人の声が寄せられたという。
大災害から20年後の2011年6月5日に雲仙市で開かれた「2011雲仙集会」（新聞労連、長崎マスコミ・文化共闘会議など主催）の中で、日本テレビの谷原和憲映像取材部長は「土石流撮影用の無人カメラを設置するため、外に電源があった家から電気を引いた。住んでいる人の許可を得ようと断り書きのメモを置き、避難所を探し回ったが、見つけられなかった」と弁解し、「住民に『マスコミがいるから安全』との誤解を与え、消防団に『報道陣よりも後ろにいては地域の安全は守れない』と思わせたことなどが、犠牲者を増やす結果になった」と謝罪した。

### 自治体・自衛隊・消防
前兆現象が観測されていたため事前に対策会議が開かれており、関係機関の関係はおおむね良好であった。特に長崎県、島原市、被災者救助のために災害派遣された陸上自衛隊（第16普通科連隊など）、地元出身の太田一也が所長だった九大島原火山観測所との関係は極めて緊密であった。報道、学術、防災機関の全てが火砕流で犠牲になったため、当時唯一火山近傍で行動できる能力を保有していた自衛隊への期待は高く、自衛隊も救援活動のため観測所などの指導を受けつつ協同で火山観測を行い、その成果を関係機関及び地元住民への24時間のリアルタイムな情報提供したことで、民心の安定と復旧作業の進展および火山研究に大きく貢献した。自衛隊は火山観測と地元に対する支援のシンボルとして以降1995年（平成7年）12月まで1,653日間（史上最長）にもわたり災害派遣を継続した。また消防ヘリコプターが眉山に取り残された放送局員10名をホイスト救助した。

### 支援・見舞い
天皇・皇后は最大の火砕流発生後の1991年（平成3年）7月10日に被災地を見舞った。その際、側近を最低限の人数にとどめ、昼食も簡素な食事とした上で（被災者と同様、救援資材のインスタントカレーを食べた）、時間の許す限り被災者を見舞う時間を設けた。その際に、天皇は床に膝をついて直接被災者と言葉をかわしたが、歴代天皇で言葉をかわす際に床に膝をついたのは初めてであった。これは天皇が皇太子時代から行われているものだったが、その後の天皇の被災地の見舞いでも続けられ、平成以降、皇族もこれにならっている。
国・県・市などは基金を設立し、避難所生活の改善や住宅再建補助など約100項目の生活支援を行っている。また、直接間接被害額は約2300億円に達したが（1996年（平成8年）、島原市調べ）、長崎県や日本赤十字社などに230億円の義援金が寄せられた。こうした義援金も、被災者の住宅再建等や復旧事業に使われた。
また、日本放送協会では被災者を勇気付ける目的も込めて、土曜ドラマ『がんばらんば』を制作した。

### 慰霊
仁田団地第一公園には「雲仙普賢岳噴火災害犠牲者追悼之碑」が建てられており、毎年6月3日は「いのりの日」として犠牲者の慰霊が行なわれている。島原復興アリーナ近くには「消防殉職者慰霊碑」がある。

### 復旧作業から現在まで

#### 火山活動の観測
平成新山については、何度か調査登山が行われ（警戒区域のため一般者は登山禁止）、溶岩ドームの詳細な観察が実施されている。現在でも山頂数箇所から活発な噴気を観察することができる。
2016年（平成28年）に、普賢岳の溶岩ドームに「ようこそ溶岩ドームへ」などの落書きがされているのが発見された。島原市は、地元警察に文化財保護法違反容疑での被害届を提出することを検討している。

#### 復旧・復興と防災工事
火砕流によって破壊された地区のうち、平成新山周辺、水無川上流部は山体崩壊のおそれがあるため、未だ警戒区域に指定されたままである。土砂によって完全に埋まった水無川は浚渫され、堤防や橋梁が強化された。なお、国道57号の水無川橋は度重なる火砕流・土砂により崩壊し、新しく水無大橋が建設された。下流域においては土砂が膨大のため除去作業は不可と判断され、土砂の上に新しく住宅街が建設された。また、国道251号には道の駅みずなし本陣ふかえ（現・道の駅ひまわり）が設置された。
有明海沿岸においては運び出された土砂によって埋立地（平成町）が造られ、そこに雲仙岳災害記念館と島原復興アリーナ・島原勤労者総合福祉センターが建設された。島原市水無川沖の有明海海底には、火山灰などが20 - 80センチメートル泥状化して堆積し、自然回復が困難となっていたので、底質地盤改善工事が進んでいる。
被災区間を通っていた島原鉄道線は一部高架化の上で復旧したが、利用者減少により、2008年に被災区間を含む島原外港駅（現：島原港駅） - 加津佐駅間が廃止された。
火砕流で焼け野原になった島原市千本木地区の約4ヘクタールでは、災害後に設立された市民団体「雲仙百年の森づくり会」がクヌギ、ツバキ、サクラなど3万3000本を植樹した。

### 資料展示

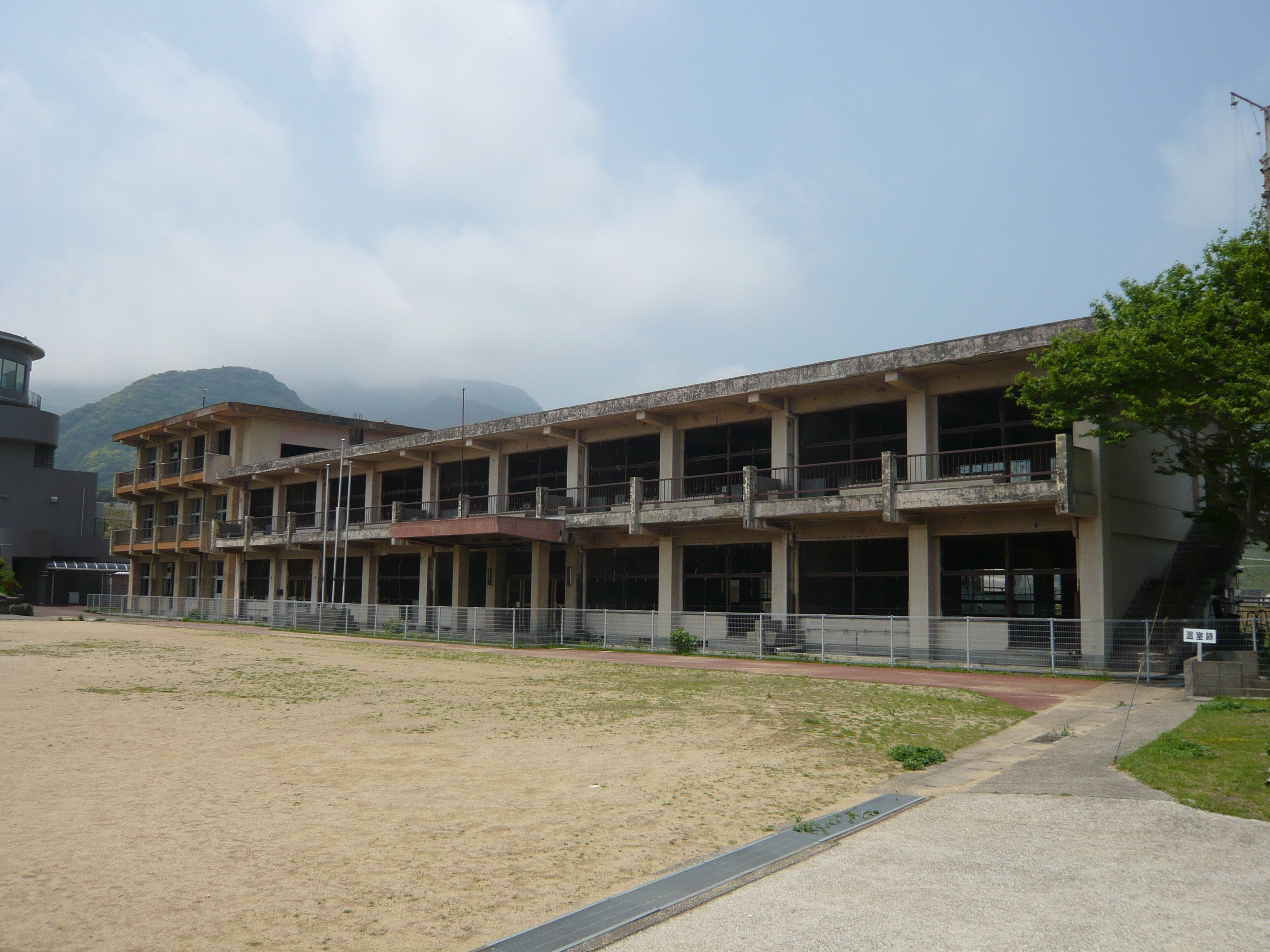
大野木場小学校旧校舎

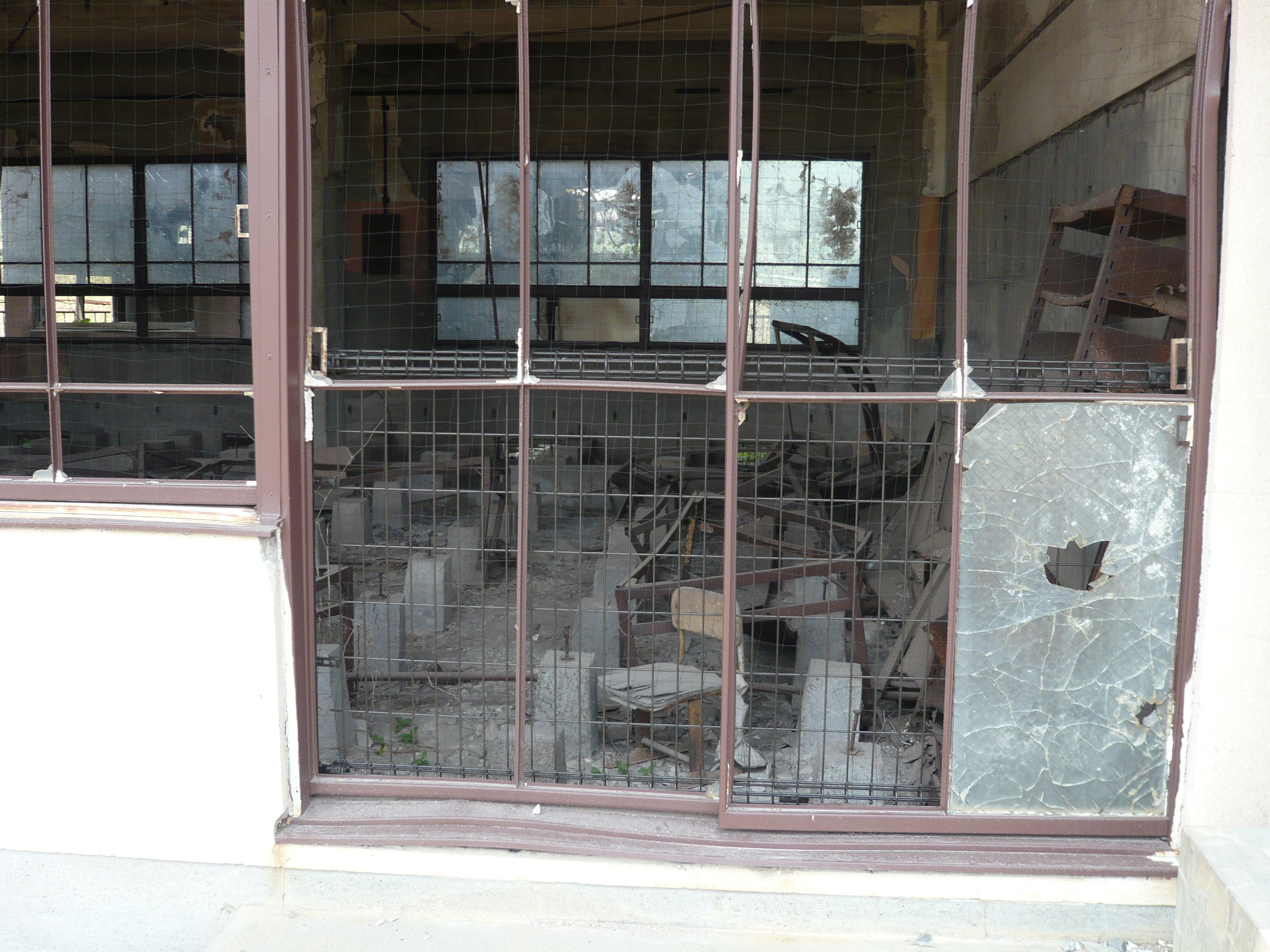
大野木場小学校旧校舎内部

- 火砕流によって破壊された旧大野木場小学校の校舎は資料として保存されている。体育館などは倒壊の危険があり、撤去されている。直ぐ横に「大野木場砂防みらい館」が建設され、資料展示や防災活動が行われている。3階の展望室からは普賢岳を正面に眺められる。
- 南島原市深江町には土石流被災家屋保存公園がある。公園の面積は約6,200平方メートルで、大型テント内に3棟（内1棟移築）、屋外に8棟、合計11棟の被災家屋を保存展示（無料）している。
- 平成新山を西に臨む、垂木台地森林公園にある平成新山ネイチャーセンターにも普賢岳噴火災害に関する資料が展示されている。
- 雲仙岳災害記念館には最も多数の資料展示がなされている。屋外には自衛隊の装甲車とヘリコプターが展示されている他、メディアライブラリーも併設されている。
- 雲仙温泉の「雲仙お山の情報館」には、島原半島の地下構造やマグマの供給路などの客観的な資料展示[54] がある。また、登山コース、ハイキングコースの地図や、植物などの情報も得られる。
- 上記「定点」周辺は、2021年（令和3年）に地元住民らが中心となって保存整備が行われ、石垣や清水川の復元、被災車両も展示されている[55][56]。

### 火山調査研究
2002年から2004年にかけて、雲仙火山火道掘削プロジェクトチーム により、火道（マグマが地下から上昇した経路）を探しだし掘削する調査が行われた。その結果、普賢岳山頂の北約1キロメートル、標高840メートルの箇所から山頂直下に向かって斜めに掘り進んだ掘削において、掘削深度1,977メートル（標高約-150メートル）の位置で平成噴火の火道溶岩を掘り当てサンプルを採集した。このサンプル採集により火道のでき方や噴火機構の解明がされることが期待されている。

## 開発史
- 701年（大宝元年）：行基による開山
- 1657年（明暦3年）：噴火説がある[60]。
- 1663年（寛文3年）：噴火。輝石安山岩質の古焼溶岩流が山腹から流出。
- 天和年間 噴火説がある[60]。
- 1792年（寛政4年）：噴火。山腹からデイサイト質の新焼溶岩流が北東に流下。その後、眉山が山体崩壊を起こし、「島原大変肥後迷惑」の発生。
- 1798年（寛政10年）：秋に噴煙が生じたと伝えられる[60]。
- 1913年（大正2年）：雲仙ゴルフ場開業
- 1922年（大正11年）月日不明：島原半島の西側、橘湾（当時の千々石湾）で島原地震が発生する。
- 1928年（昭和3年）3月31日：「温泉岳」として国の文化財（名勝）に指定。
- 1934年（昭和9年）3月16日：雲仙国立公園（現・雲仙天草国立公園）として日本で最初の国立公園に指定。
- 1952年（昭和27年）3月29日：「温泉岳」として国の文化財（特別名勝）に指定。

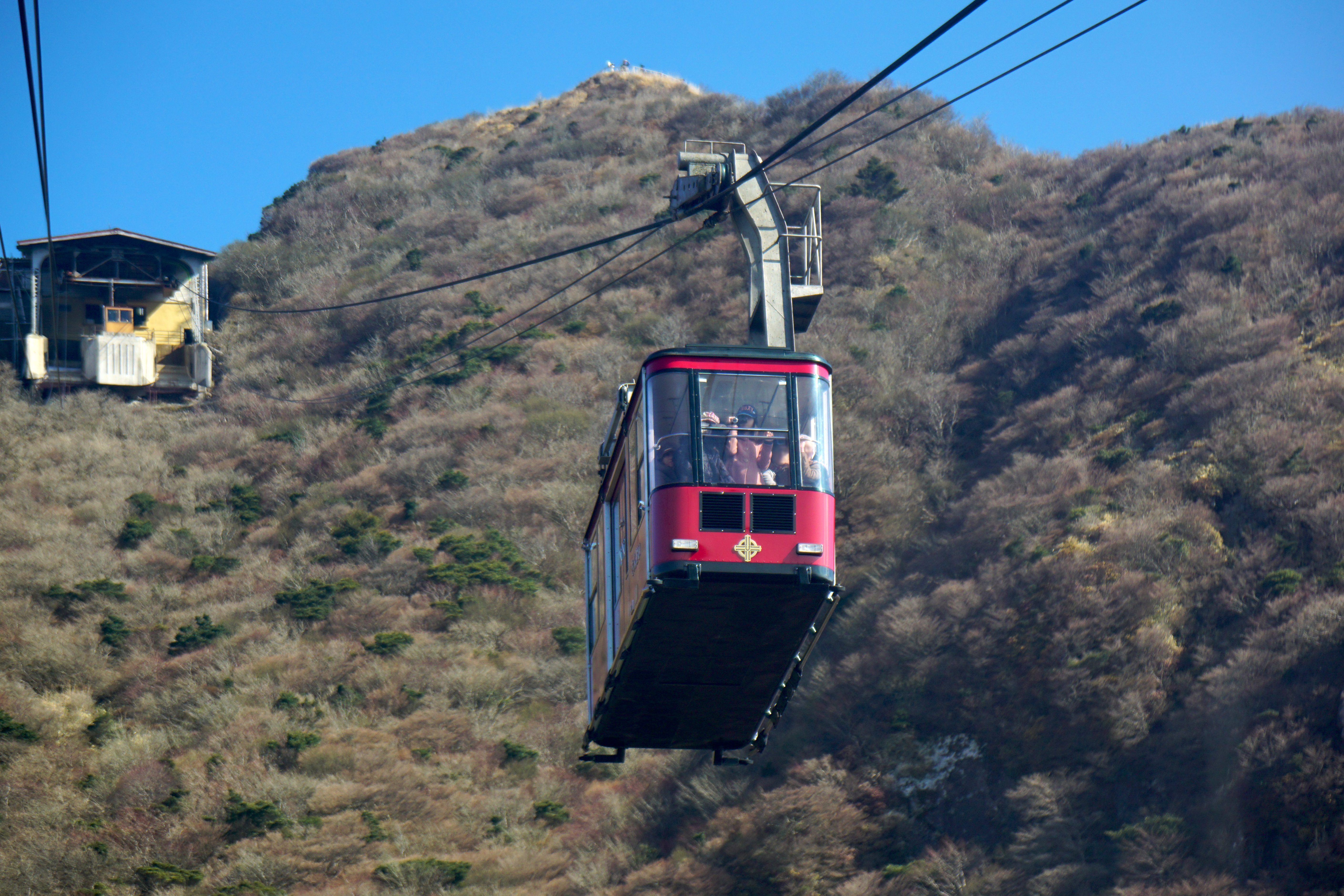
雲仙ロープウェイ

- 1957年（昭和32年）7月15日：雲仙ロープウェイ開業。
- 1990年（平成2年）11月17日：噴火活動を開始。
- 1991年（平成3年）
  - 5月20日：地獄跡火口から溶岩ドームの出現が確認される。
  - 6月3日：火砕流が発生。当時「定点」と呼ばれた島原市の国道57号水無川橋に襲来し、無断で立ち入っていた報道関係者、並びにそれを取り締まっていた警察・消防関係者を中心に死者43名の大惨事に。この中には有名な火山学者クラフト夫妻も含まれる。なお、避難勧告内に収まっていた。
- 1993年（平成5年）6月23日：千本木地区を襲った火砕流に地元住民1名が巻き込まれて死亡。当時この地区は警戒区域に指定されていた。
- 1995年（平成7年）
  - 2月：溶岩ドームの成長が停止。
  - 12月：陸上自衛隊島原災害派遣隊が撤収。
- 1996年（平成8年）
  - 5月20日：島原市と小浜町（現・雲仙市）が溶岩ドームを「平成新山」と命名[61]。
  - 6月3日：噴火活動の終息宣言。
- 2004年（平成16年）4月5日：平成新山が国の天然記念物に指定される。
- 2007年（平成19年）日本の地質百選に「雲仙」として選定。
- 2009年（平成21年）8月22日：日本初の世界ジオパークに認定される（「島原半島ジオパーク」）。

## 雲仙岳の防災
山頂付近になお不安定土砂（火砕流堆積物）が多数存在しており、豪雨時には土石流となり下流の集落、国道などへ流下してくることから、山麓では治山、砂防事業によるダムの設置、緑化工事、導流堤の設置など、大規模な防災施設の設置が進められている。
気象庁では2003年（平成15年）に雲仙岳をランクA「とくに活動度が高い火山」に分類し、2007年（平成19年）からは噴火警戒レベルを導入している。ただし1997年（平成9年）以降は、小さな噴気活動や火山性地震は継続しているものの、噴火活動は発生していない。

## 気候
| 雲仙岳特別地域気象観測所（雲仙市小浜町雲仙、標高678 m）の気候 | 雲仙岳特別地域気象観測所（雲仙市小浜町雲仙、標高678 m）の気候 | 雲仙岳特別地域気象観測所（雲仙市小浜町雲仙、標高678 m）の気候 | 雲仙岳特別地域気象観測所（雲仙市小浜町雲仙、標高678 m）の気候 | 雲仙岳特別地域気象観測所（雲仙市小浜町雲仙、標高678 m）の気候 | 雲仙岳特別地域気象観測所（雲仙市小浜町雲仙、標高678 m）の気候 | 雲仙岳特別地域気象観測所（雲仙市小浜町雲仙、標高678 m）の気候 | 雲仙岳特別地域気象観測所（雲仙市小浜町雲仙、標高678 m）の気候 | 雲仙岳特別地域気象観測所（雲仙市小浜町雲仙、標高678 m）の気候 | 雲仙岳特別地域気象観測所（雲仙市小浜町雲仙、標高678 m）の気候 | 雲仙岳特別地域気象観測所（雲仙市小浜町雲仙、標高678 m）の気候 | 雲仙岳特別地域気象観測所（雲仙市小浜町雲仙、標高678 m）の気候 | 雲仙岳特別地域気象観測所（雲仙市小浜町雲仙、標高678 m）の気候 | 雲仙岳特別地域気象観測所（雲仙市小浜町雲仙、標高678 m）の気候 |
| 月                                                            | 1月                                                           | 2月                                                           | 3月                                                           | 4月                                                           | 5月                                                           | 6月                                                           | 7月                                                           | 8月                                                           | 9月                                                           | 10月                                                          | 11月                                                          | 12月                                                          | 年                                                            |
| ------------------------------------------------------------- | ------------------------------------------------------------- | ------------------------------------------------------------- | ------------------------------------------------------------- | ------------------------------------------------------------- | ------------------------------------------------------------- | ------------------------------------------------------------- | ------------------------------------------------------------- | ------------------------------------------------------------- | ------------------------------------------------------------- | ------------------------------------------------------------- | ------------------------------------------------------------- | ------------------------------------------------------------- | ------------------------------------------------------------- |
| 最高気温記録 °C （°F）                                        | 17.3 (63.1)                                                   | 18.2 (64.8)                                                   | 21.2 (70.2)                                                   | 25.3 (77.5)                                                   | 29.4 (84.9)                                                   | 31.0 (87.8)                                                   | 32.8 (91)                                                     | 33.2 (91.8)                                                   | 31.6 (88.9)                                                   | 27.6 (81.7)                                                   | 22.9 (73.2)                                                   | 18.6 (65.5)                                                   | 33.2 (91.8)                                                   |
| 平均最高気温 °C （°F）                                        | 6.1 (43)                                                      | 7.7 (45.9)                                                    | 11.2 (52.2)                                                   | 16.1 (61)                                                     | 20.5 (68.9)                                                   | 22.7 (72.9)                                                   | 25.8 (78.4)                                                   | 27.2 (81)                                                     | 24.5 (76.1)                                                   | 19.8 (67.6)                                                   | 14.2 (57.6)                                                   | 8.6 (47.5)                                                    | 17.1 (62.8)                                                   |
| 日平均気温 °C （°F）                                          | 2.5 (36.5)                                                    | 3.6 (38.5)                                                    | 6.8 (44.2)                                                    | 11.5 (52.7)                                                   | 15.9 (60.6)                                                   | 19.2 (66.6)                                                   | 22.5 (72.5)                                                   | 23.3 (73.9)                                                   | 20.4 (68.7)                                                   | 15.3 (59.5)                                                   | 10.0 (50)                                                     | 4.7 (40.5)                                                    | 13.0 (55.4)                                                   |
| 平均最低気温 °C （°F）                                        | −0.7 (30.7)                                                   | −0.1 (31.8)                                                   | 2.8 (37)                                                      | 7.2 (45)                                                      | 11.6 (52.9)                                                   | 16.1 (61)                                                     | 20.0 (68)                                                     | 20.5 (68.9)                                                   | 17.1 (62.8)                                                   | 11.5 (52.7)                                                   | 6.3 (43.3)                                                    | 1.2 (34.2)                                                    | 9.5 (49.1)                                                    |
| 最低気温記録 °C （°F）                                        | −12.2 (10)                                                    | −12.8 (9)                                                     | −11.7 (10.9)                                                  | −6.0 (21.2)                                                   | 1.3 (34.3)                                                    | 7.6 (45.7)                                                    | 13.0 (55.4)                                                   | 12.9 (55.2)                                                   | 8.1 (46.6)                                                    | 0.3 (32.5)                                                    | −6.0 (21.2)                                                   | −10.2 (13.6)                                                  | −12.8 (9)                                                     |
| 降水量 mm （inch）                                            | 88.2 (3.472)                                                  | 129.2 (5.087)                                                 | 202.5 (7.972)                                                 | 253.3 (9.972)                                                 | 265.1 (10.437)                                                | 575.4 (22.654)                                                | 513.6 (20.22)                                                 | 314.4 (12.378)                                                | 260.7 (10.264)                                                | 132.8 (5.228)                                                 | 123.5 (4.862)                                                 | 103.1 (4.059)                                                 | 2,927.1 (115.24)                                              |
| 平均降水日数 （≥0.5 mm）                                      | 10.3                                                          | 11.0                                                          | 13.0                                                          | 12.2                                                          | 11.9                                                          | 16.8                                                          | 14.2                                                          | 12.2                                                          | 11.7                                                          | 8.6                                                           | 10.3                                                          | 10.8                                                          | 143.4                                                         |
| % 湿度                                                        | 78                                                            | 76                                                            | 75                                                            | 74                                                            | 76                                                            | 86                                                            | 90                                                            | 86                                                            | 83                                                            | 79                                                            | 80                                                            | 78                                                            | 80                                                            |
| 平均月間日照時間                                              | 88.4                                                          | 101.9                                                         | 133.6                                                         | 149.7                                                         | 159.6                                                         | 94.2                                                          | 105.8                                                         | 132.3                                                         | 123.6                                                         | 140.6                                                         | 108.8                                                         | 96.4                                                          | 1,436.6                                                       |
| 出典：気象庁 (平均値：1991年-2020年、極値：1924年-現在)       |                                                               |                                                               |                                                               |                                                               |                                                               |                                                               |                                                               |                                                               |                                                               |                                                               |                                                               |                                                               |                                                               |